# Eilema calamaria
Eilema calamaria là một loài bướm đêm thuộc phân họ Arctiinae, họ Erebidae.